# VR Bank Neuburg-Rain
Die VR Bank Neuburg-Rain eG ist eine Genossenschaftsbank in Bayern. Mit 14 Geschäftsstellen im Geschäftsgebiet Neuburg an der Donau, Rain am Lech und Umgebung ist sie die größte eigenständige Genossenschaftsbank im Landkreis Neuburg-Schrobenhausen.
Entstanden ist die VR Bank Neuburg-Rain 2016 durch die Verschmelzung (Fusion) der Raiffeisenbank-Volksbank Neuburg/Donau eG mit der Raiffeisenbank Rain am Lech eG.
Die damalige Raiffeisenbank-Volksbank Neuburg/Donau eG entstand 2002 aus der Verschmelzung von Raiffeisenbank und Volksbank in Neuburg an der Donau. Die Raiffeisenbank Rain am Lech erwuchs aus der 1921 gegründeten Landwirtschafts- und Gewerbebank Rain, die von 1969 bis 2002 mehrere benachbarte Raiffeisengenossenschaften aufgenommen hatte.

## Geschäftsstellen
Die VR Bank Neuburg-Rain eG ist derzeit an 14 Standorten vertreten:
- Burgheim
- Genderkingen
- Holzheim
- Karlshuld
- Königsmoos
- Marxheim
- Nassenfels
- Neuburg-Feldkirchen
- Neuburg-Luitpoldstraße
- Neuburg-Ostend
- Neuburg-Ried
- Pöttmes
- Rain
- Rennertshofen

## Geschichte der Bank
Am 12. Juli 2016 erfolgte die Eintragung der Verschmelzung der Raiffeisenbank Rain am Lech eG (übertragende Genossenschaft) mit der Raiffeisen-Volksbank Neuburg/Donau eG (übernehmende Genossenschaft) in das Genossenschaftsregister. Durch die gleichzeitige Namensänderung entstand die VR Bank Neuburg-Rain eG.

### Vorgeschichte der Raiffeisen-Volksbank Neuburg/Donau eG
Im Gasthaus zu Ried wurde am 5. März 1899 unter dem Vorsitz von Pfarrer Eugen Erdner der Darlehenskassenverein Ried (heute Stadtteil von Neuburg a.d.Donau) gegründet. Daraus entwickelte sich im Laufe der Jahre ein erfolgreiches Bankhaus. Nach einigen kleineren Verschmelzungen (Fusionen) mit den Raiffeisenkassen Joshofen (1960), Bergen (1969), Bittenbrunn (1970) und Unterstall (1971) wurde im Dezember 1972 das erste eigene Bankgebäude in Ried eingeweiht. 1980 erfolgte die Fusion mit der Raiffeisenbank Feldkirchen-Zell/Donau, 1991 mit der Raiffeisenbank Rennertshofen und Umgebung, 1992 mit der Raiffeisenbank Nassenfels und im Jahre 2000 mit der Raiffeisenbank Burgheim. Am Schrannenplatz 209 in Neuburg a.d.Donau fand die Bank ihren Hauptsitz.
Die ehemalige Volksbank Neuburg wurde am 14. März 1913 als Gewerbebank Neuburg a.d.Donau eGmbH mit 19 Mitgliedern gegründet. Nach zwei Umfirmierungen entstand daraus im November 1933 die Volksbank Neuburg. 1993 fusionierte die Bank mit der Raiffeisenbank Königsmoos und der Raiffeisenbank Pöttmes. Sitz der Genossenschaft war Luitpoldstraße 70, Neuburg a.d.Donau.
Im Jahr 2002 folgte die sogenannte „Platzfusion“ am Neuburger Bankenplatz. Aus der Verschmelzung der Raiffeisenbank Neuburg/Donau und der Volksbank Neuburg/Donau entstand die Raiffeisen-Volksbank Neuburg/Donau eG.

### Vorgeschichte der Raiffeisenbank Rain am Lech eG
1921 wurde die Landwirtschafts- und Gewerbebank Rain am Lech im Gasthaus Karrer in Rain gegründet. Auch hier entwickelte sich im Laufe der Jahre ein erfolgreiches Bankhaus. 1969 folgte die Verschmelzung mit der Raiffeisenkasse Feldheim und der Raiffeisenkasse Ober- und Unterpeiching. Durch Fusionen 1987 mit der Raiffeisenbank Marxheim (die die Darlehenskassenvereine Lechsend-Graisbach, Schweinspoint und Gansheim aufgenommen hatte), 1990 mit der Raiffeisenbank Genderkingen, 1993 mit der Raiffeisenbank Bayerdilling und 2002 mit der Raiffeisenbank Holzheim-Münster (Fusion aus den eigenständigen Genossenschaft Holzheim, Münster und Wallerdorf) entstand schließlich die Raiffeisenbank Rain am Lech mit Sitz Bahnhofstraße 6, Rain.

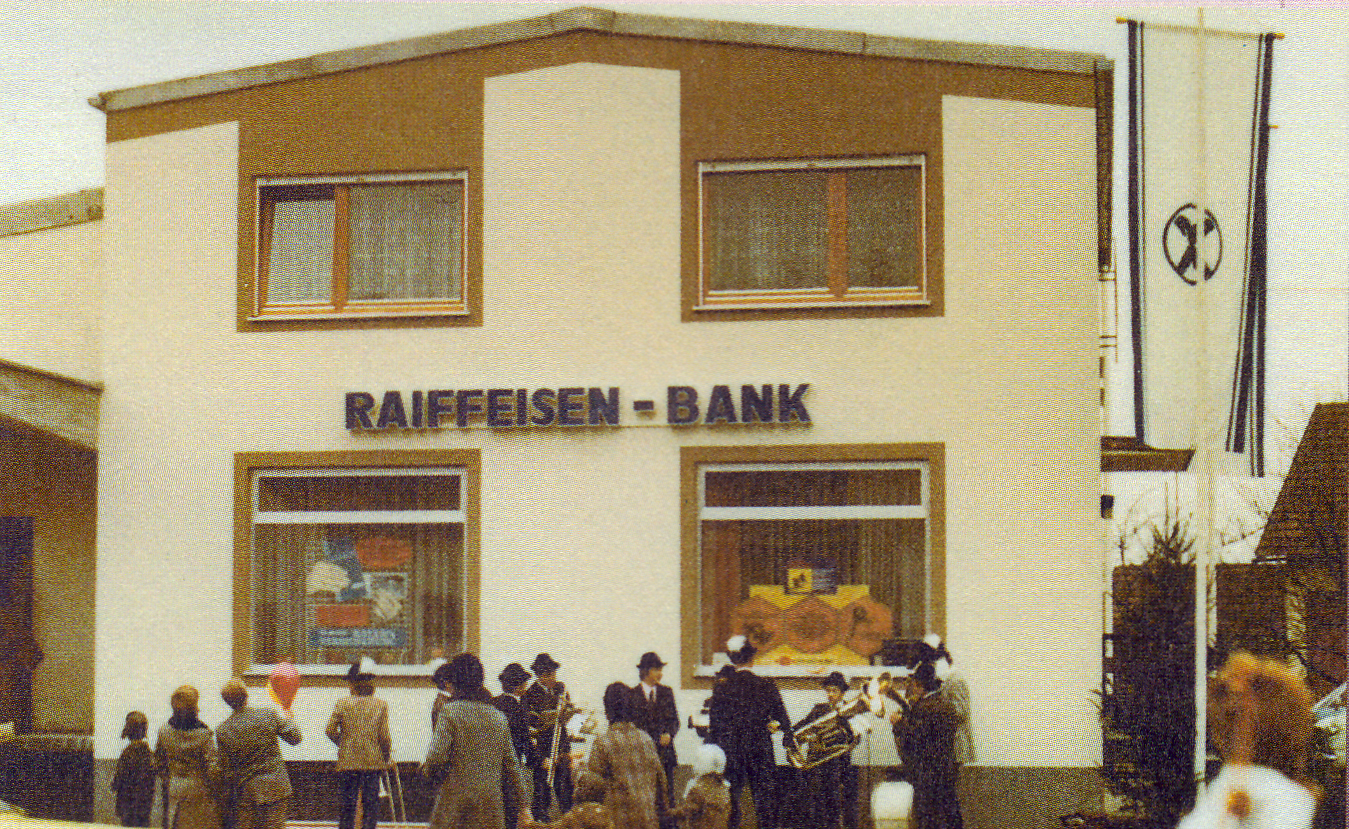
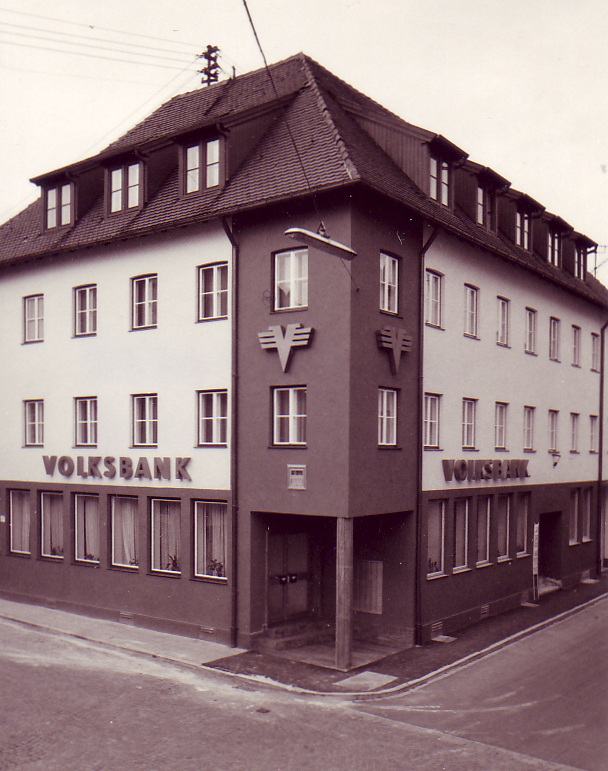
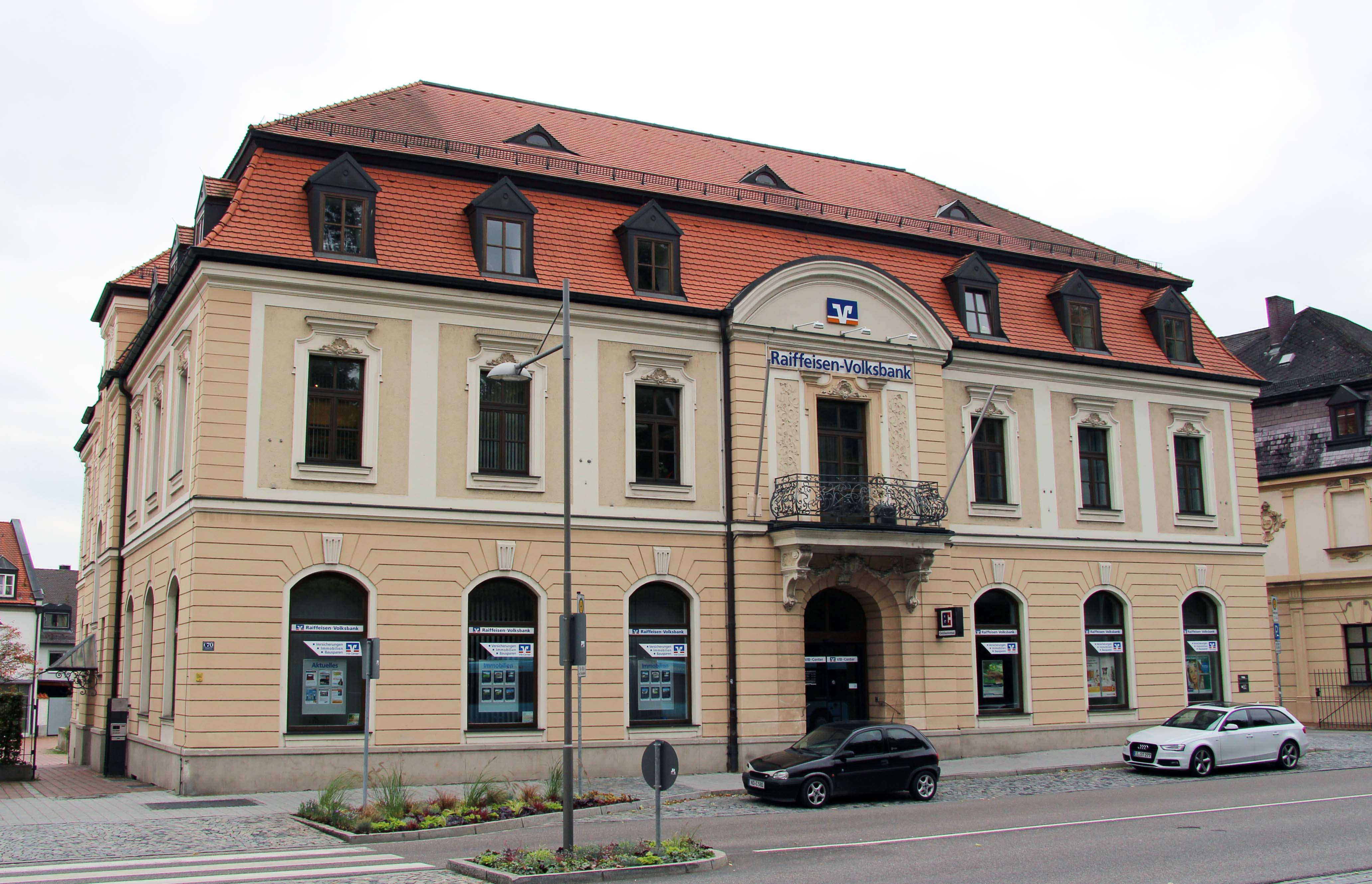
Geschäftsstelle Neuburg-Luitpoldstraße